# 13425 Waynebrown
13425 Waynebrown (1999 VG24) là một tiểu hành tinh vành đai chính được phát hiện ngày 15 tháng 11 năm 1999 bởi C. W. Juels ở Fountain Hills.